# Horgești
Horgeşti é uma comuna romena localizada no distrito de Bacău, na região de Moldávia. A comuna possui uma área de 54.70 km² e sua população era de 4867 habitantes segundo o censo de 2007.